# La ballata delle prugne secche
La ballata delle prugne secche è un libro scritto nel 2006 dall'autrice esordiente Valeria Di Napoli con lo pseudonimo Pulsatilla e pubblicato dalla Castelvecchi. Ha avuto un discreto successo nell'estate del 2006 e l'editore ha affermato che sarebbero state prenotate 30 000 copie  prima ancora dell'uscita.
Nel luglio 2009 ne è uscita una nuova edizione, che sostanzialmente (pur riportando alcune correzioni di editing) lascia invariato il contenuto principale del libro.
Il libro è stato pubblicato in francese con il titolo "La Cellulite C'est Comme La Mafia ça N'existe Pas".

## Trama
Il libro, in parte autobiografico, racconta della vita della protagonista nella provincia di Foggia, dei suoi rapporti con i genitori divorziati, delle sue avventure sessuali e dei suoi rapporti conflittuali con cibo e diete (da cui il riferimento alle prugne secche del titolo).
In particolare vi sono riferimenti autobiografici dalla nascita fino alla scrittura del libro (nel 2006, anno della prima edizione, l'autrice ha compiuto 25 anni); nonostante i riferimenti tendano a seguire un ordine cronologico, essi non sono l'unica guida per l'esposizione del testo (che quindi non si rispecchia nella forma del diario personale se non in alcune parti quali l'ultimo capitolo), che infatti comprende anche spunti tematici di riflessione. Alcuni capitoli partono dagli spunti di riflessione e li integrano con esperienze ed episodi della vita dell'autrice.

## Struttura
Il libro è composto di 24 capitoli divisi in tre sezioni.
L'edizione del 2009 aggiunge una prefazione dell'autrice e una postfazione di Francesco Rende (persona citata nel libro, tramite pseudonimo, come uno degli interessi amorosi avuti dall'autrice).
All'interno di alcuni capitoli sono presenti delle note-riquadro, collegate a argomenti trattati dal capitolo, con filo logico indipendente da quello del capitolo stesso.
Sono presenti, nella parte finale, una pagina di ringraziamenti e l'indice.
Le edizioni in italiano riportano in copertina, ciascuna, una foto dell'autrice (che però non viene mostrata nell'interezza della sua figura).

## Tematiche
Il libro, in qualità di romanzo autobiografico, parla degli aspetti della crescita e formazione, a partire dalla nascita e dai giochi; tuttavia, nonostante riguardi aspetti anche relativi alle tenere età, il lessico utilizzato e alcune particolari tematiche sono più legate all'età adolescenziale (secondo anche quanto sembra indicare l'autrice nella prefazione alla seconda edizione con un esempio di immaginario dialogo in una sala parrocchiale), pertanto per renderlo usufruibile ai minori potrebbe servire la rielaborazione da parte di pubblico adulto, mentre (secondo anche il contenuto della postfazione alla seconda edizione) sembra avere un target preferenziale per le persone quindicenni (o possibilmente di età maggiore).
Tuttavia la crescita e la formazione non sono i soli aspetti coinvolti, in quanto ogni capitolo tratta possibilmente di tematiche distinte e non necessariamente legate alla sola biografia dell'autrice.
In particolare sono affrontate tematiche relative alle problematiche e ruoli sociali. Nonostante alcuni capitoli hanno tematiche particolari, alcune sono più diffuse e presenti in più capitoli, in particolare il rapporto con il proprio corpo e la propria immagine, il consumismo, le relazioni sentimentali, il ruolo e le relazioni della donna nella società occidentale moderna. 
Il titolo in francese in particolare fa riferimento al capitolo che riguarda la cellulite, analizzato dall'autrice anche come aspetto legato al consumismo (oltre a riportare altre considerazioni, come quelle di carattere cognitivo).
La presenza delle numerose tematiche, per le quali l'autrice presenta posizioni talvolta anche fortemente in contrasto con l'opinione pubblica mediamente più diffusa (in una specie di esternazione-denuncia di alcuni aspetti più diffusi), rendono possibili spunti per una rielaborazione a livello filosofico o di dibattito culturale dei vari aspetti (secondo anche quanto deducibile dalla postfazione alla seconda edizione).
Alcuni lettori invece sembrano sottolineare gli aspetti ironici del libro (dovuti anche all'uso di figure retoriche) privilegiando quindi un approccio più ricreativo.

## Edizioni
- Pulsatilla, La ballata delle prugne secche, 1ª ed., Castelvecchi Editore, 2006, ISBN 88-7615-128-1.
- Pulsatilla, La ballata delle prugne secche, 2ª ed., Castelvecchi Editore, 2009, ISBN 978-88-7615-328-0.
- (FR) Pulsatilla, La cellulite, c'est comme la mafia, ça n'existe pas, traduzione di Antoine Martin, Pocket, 2009, ISBN 2-266-18928-X.